# Seqüències de Beatty
En matemàtiques una seqüència de Beatty, {\displaystyle {\mathcal {B}}_{r}}, és una seqüència d'enters generada per la part entera dels múltiples d'un nombre irracional. És a dir: la seqüència generada pel nombre irracional {\displaystyle \theta } seria:
{\displaystyle {\mathcal {B}}_{\theta }=\lfloor \theta \rfloor ,\lfloor 2\theta \rfloor ,\lfloor 3\theta \rfloor ,\ldots },
on el símbol {\displaystyle \lfloor \rfloor } significa que només es considera la part entera del producte.
Reben el seu nom pel matemàtic canadenc Samuel Beatty qui el 1926 va demostrar que si {\displaystyle r} i {\displaystyle s} són dos irracionals positius tals que {\displaystyle 1/r+1/s=1}, aleshores {\displaystyle {\mathcal {B}}_{1/r}} i {\displaystyle {\mathcal {B}}_{1/s}} son una partició de {\displaystyle \mathbb {N} }.

## Exemples
Per a {\displaystyle r={\sqrt {3}}=1,732050808...} tindríem {\displaystyle {\frac {1}{r}}=0,57735026919...} i {\displaystyle {\frac {1}{s}}=0,42264973081...} i les seqüències que es generen al multiplicar aquests dos nombres pels naturals i arrodonint els decimals a la baixa són:
- Per {\displaystyle {\frac {1}{r}}}: {\displaystyle 1,3,5,6,8,10,12,13,15,17,19,20,22,24,25,27,29,31,32,34,26,38,39,41,43,45,46...}
- Per {\displaystyle {\frac {1}{s}}}: {\displaystyle 2,4,7,9,11,14,16,18,21,23,26,28,20,33,25,37,40,42,44,47,...}

De tal forma que tot nombre natural pertany necessàriament a una de les dues seqüències però no a les dues.
Es poden trobar més exemples, fetes amb altres nombres irracionals, al OEIS.

## Història
Aquesta propietat ja havia estat observada el 1877 pel físic anglès lord Rayleigh en estudiar els harmònics d'una corda vibratòria. Per això a aquest teorema se'l coneix indistintament com teorema de Rayleigh o teorema de Beatty. El problema va ressorgir el 1959 en el marc de la competició Putnam de matemàtiques.